# Ogma
Ogma (Ogme, Ogmios) – w mitologii irlandzkiej bóg uczonych, nauczania, pisma i elokwencji. Był synem Danu i Dagdy i należał do ludu Tuatha Dé Danann. Wynalazł pismo ogamiczne, stosowane we wczesnym języku irlandzkim.
Został zabity w drugiej bitwie pod Mag Tuireadh po tym, jak zabrał miecz Balora.
W sztuce przedstawiano go jako starego, łysego mężczyznę, odzianego w skórę lwa (tu nawiązania do rzymskiego Herkulesa).
W Galii (Ogmios) przedstawiany jako brodacz, z przymocowanymi do języka łańcuchami, na końcach których wisiały ludzkie głowy (często za uszy).
Inne wersje jego imienia to:  Ogmios (galijskie),  
Ogmios Grianainech ("Ogmios Słoneczna Twarz") i Ogmios Milbél (dosł. "Ogmios Miodousty").